# Gazirana pijača
Gazirana pijača (tudi naplinjena pijača) je pijača, običajno brezalkoholna, ki vsebuje raztopljen ogljikov dioksid v obliki ogljikove kisline. Ogljikova kislina daje tem pijačam značilen okus. Ker se ogljikov dioksid sicer le slabo raztaplja v tekočinah, so gazirane pijače pod tlakom. Ob odprtju steklenice oziroma pločevinke se tlak zmanjša in plin začne v obliki mehurčkov izhajati iz pijače. 
Tudi na primer pivo in penine vsebujejo ogljikov dioksid, ki pa nastane s pomočjo bakterijskega vrenja.  